# Tinagma signatum
Tinagma signatum är en fjärilsart som beskrevs av Reinhardt Gaedike 1991. Tinagma signatum ingår i släktet Tinagma och familjen skäckmalar. Inga underarter finns listade i Catalogue of Life.